# Le Dernier des hommes
Pour les articles homonymes, voir Le Dernier Homme et Der Letzte Mann.
Pour plus de détails, voir Fiche technique et Distribution.
Le Dernier des hommes (en allemand : Der letzte Mann) est un film muet du Kammerspiel réalisé par Friedrich Wilhelm Murnau, sorti en 1924 avec Emil Jannings dans le rôle-titre. C'est une « satire sociale amère et sarcastique ».

## Synopsis
Le portier du Grand hôtel Atlantic est un homme important et admiré de tous, ainsi qu'en atteste la magnifique livrée dont il est revêtu. Mais un jour, le directeur de l'hôtel décide que le vieux portier a fait son temps et lui annonce sans ménagement que le moment est venu pour lui de céder la place. Il le dépouille de la livrée qui est toute sa raison d'être et le relègue à l'entretien des toilettes. Abattu, humilié, le pauvre homme revient le soir même pour s'emparer en cachette du vêtement et s'en revêtir afin de ne pas paraître diminué devant les gens de son quartier. Mais une mégère qui a été témoin de la scène révèle l'imposture et tout le monde le tourne en ridicule. Encore plus humilié, il s'enfuit et se réfugie dans les toilettes de l'hôtel où il demeure prostré.
Intertitre : « Mais l'auteur a eu pitié de son héros et inventé un épilogue à peine croyable. »,
Survient un milliardaire qui s'effondre, victime d'une crise cardiaque. Pour le remercier de l'avoir accompagné dans ses derniers instants, ce dernier lègue toute sa fortune au vieil homme que la foule hypocrite et versatile admire à nouveau. Grâce à cette fortune, l'ancien portier invite à un somptueux dîner au restaurant de l'hôtel le veilleur de nuit de l'hôtel, la seule personne qui lui ait montré quelque compassion.

## Fiche technique
- Titre : Le Dernier des hommes
- Titre original : Der letzte Mann
- Réalisation : Friedrich Wilhelm Murnau
- Scénario : Carl Mayer
- Producteur : Erich Pommer
- Directeur de la photographie : Karl Freund, Robert Baberske
- Décors : Robert Herlth et Walter Röhrig
- Production : Universum Films AG
- Musique : Giuseppe Becce, Timothy Brock, Peter Schirmann (de)[réf. nécessaire], Karol Beffa[réf. nécessaire]
- Pays de production :  République de Weimar
- Durée : 86 minutes (2 036 mètres, 8 bobines)
- Découpage : 6 actes, 390 plans
- Genre : Drame
- Dates de sortie :
  - République de Weimar : 23 décembre 1924 Ufa-Palast am Zoo (première)
  - États-Unis : 27 janvier 1925 (sortie nationale)

## Distribution
- Emil Jannings : le portier
- Maly Delschaft : sa nièce

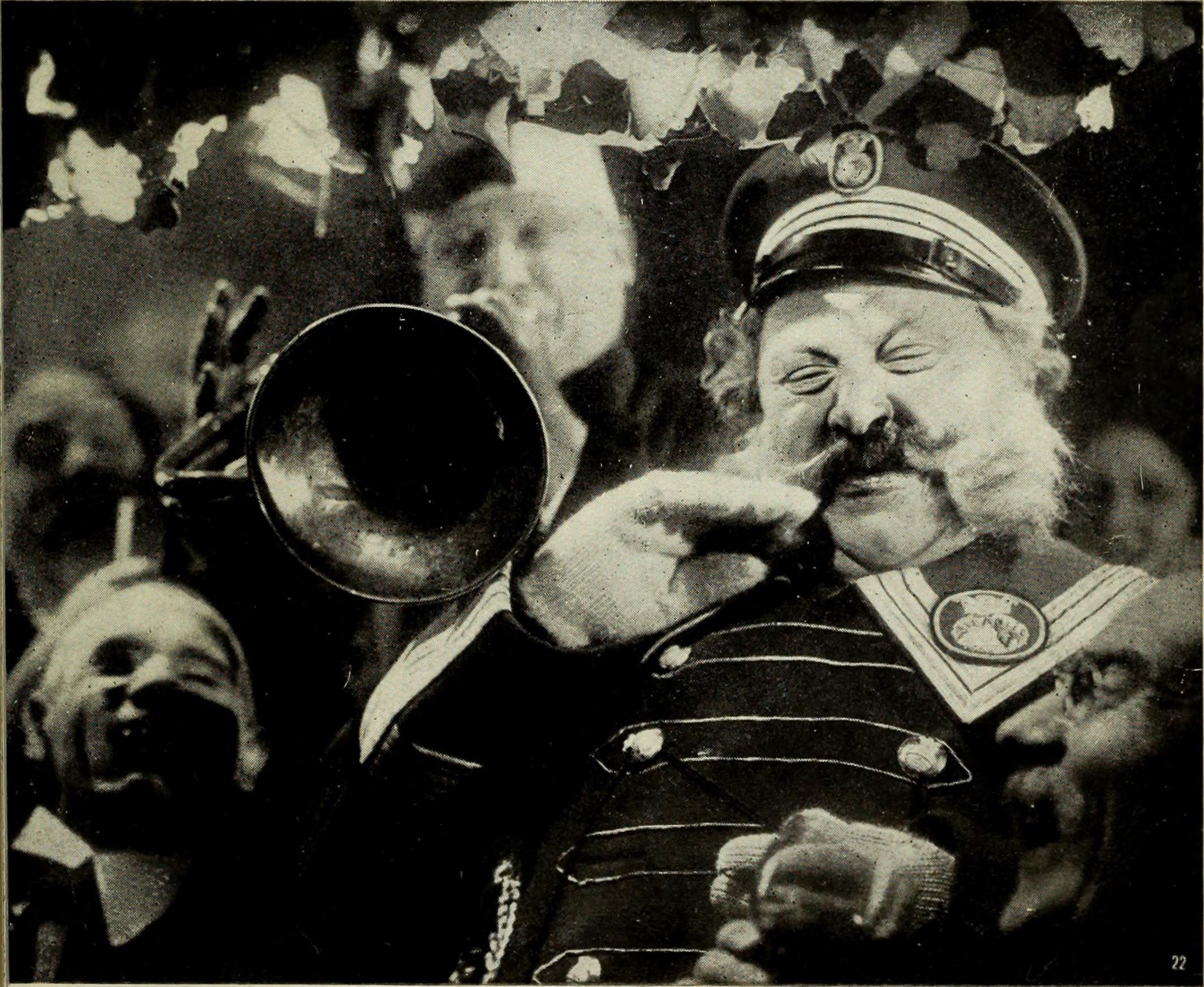
Emil Jannings dans Le Dernier des hommes.

- Max Hiller : le fiancé de celle-ci
- Emilie Kurz : la tante du fiancé
- Hans Unterkircher : le directeur
- Olaf Storm : un jeune client
- Hermann Vallentin : un client ventripotent
- Georg John : le veilleur de nuit
- Emmy Wyda : une voisine efflanquée
- Erich Schönfelder
- Neumann Schüler
- Carl Schenstrøm (non crédité)

## Innovations techniques et esthétiques
Pour ce film, Murnau développe avec son directeur de la photographie, Karl Freund, la technique de la « Caméra déchaînée » (en allemand : Entfesselte Kamera), une caméra légère embarquée sur harnais ou support mobile, permettant les mouvements les plus variés. Pour la première fois, la caméra se faufile partout, franchit les portes à tambours, monte les escaliers, entre par les fenêtres, etc. Cette technique est considérée comme « une version précurseure de la Steadicam ».
Le langage visuel est aussi remarquable. Un jeu de plongées et de contre-plongées montre la grandeur et la décadence du portier. Certains plans restituent la vision du héros en état d'ivresse. De plus, Murnau donne de l'importance aux éléments de décor, comme la porte à tambours de l'hôtel.
Enfin, Le Dernier des hommes ne possède qu'un seul intertitre. C'est exceptionnel pour un film muet : auparavant, seul Lupu Pick a réalisé les deux tentatives connues de film sans intertitres — qui toutes deux ont échoué — Le Rail en 1921 et La Nuit de la Saint-Sylvestre en 1924.

## Restauration et remake
Le Dernier des hommes est restauré en 2002 par Luciano Berriatúa et doté d'un nouvel accompagnement musical par Detlev Glanert grâce à une coopération entre la ZDF/ARTE, le Saarländischer Rundfunk et le Deutsches Filminstitut. La durée initiale du film de 86 minutes est portée à 101 minutes.
Un remake est tourné en 1955 sous le titre de Mon premier amour (Der Letzte Mann) par Harald Braun.
En 2003, le compositeur belge Christian Leroy crée une musique originale pour le film restauré.
En 2017, le compositeur franco-suisse Karol Beffa compose une musique originale (piano et cordes) pour le film restauré.

## Postérité
Alfred Hitchcock, qui travaille en 1924 aux studios de Babelsberg en tant que décorateur et scénariste, assiste pour se perfectionner au tournage du Dernier des hommes. Orson Welles réutilise certaines techniques employées par Murnau pour Citizen Kane (1941).
Selon Jacques Lourcelles, « au carrefour de l'expressionnisme et du réalisme, le film présente la virtuosité des dernières œuvres du muet à cette différence près qu'on est en 1924 et que ce film bilan peut aussi être vu comme un film pionnier »,.